# 申健

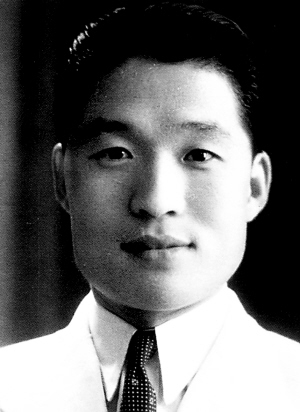

申健（1915年—1992年3月23日），原名申振民。河北大城人，中国共产党情報「後三傑」。曾任外交部美澳司司長兼中國人民外交學會副會長、對外友協常務理事、中國拉丁美洲友好協會副會長。中共中央對外聯絡部副秘書長、副部長（主持工作）、中國古巴友好協會會長、駐印度大使、中國現代國際關係研究所高級研究員兼外交學院教授、第五屆全國政協常委、第六屆全國政協委員。

## 生平
申健生于河北大城县王文村一个农民兼木匠家庭。小学毕业后，考取了天津南开中学，接触到了革命思想和进步书籍，

### 中華民國時期
1937年夏考取北平师范大学。不久七七事变爆发，北平师范大学、北洋大学和北平大学三校联合迁往西安，合并为国立西安临时大学/国立西北联合大学，在法商学院经济系学习。1937年10月在西安参加中华民族解放先锋队，西安临大组织战地服务团到潼关、华阴做群众工作，申振民任副团长。1938年春该服务团回到西安，不久与长沙临时大学组织的湖南青年战地服务团合并，在凤翔县组建了国民革命军第一军随军服务团。1938年5月在西北联大地下党组织由杨剑秋介绍加入中国共产党。1938年10月，国民革命军第一军随军服务团解散，杨剑秋向申健传达组织决定，派去胡宗南的战时工作干部训练团第四训练团受训，打入其内部工作。受训毕业后在第十战区长官部政治部工作，后任宝鸡工合事务所主任。潛伏於胡宗南屬下。胡宗南有兴趣于组织训练青年的时候，就主动请缨，1941年10月，西京市三青团分团部筹备处改称西京市三青团分团部，申振民任书记。分团部内设组训、宣传、总务等股。至此已有团员两三千人。还以三青团书记的身份加入“军统”、“中统”、三青团特别联席会议成员。王石坚身份暴露后，申振民决定让他公开成为专门训练共产党嫌疑人的劳动营中校教官。1942年7月，三青团中央干事会决定将西京市分团部晋升为特级分团，扩大其编制；西京市分团部成立干事会，申振民兼任干事长。1942年至1943年在重庆参加中央训练团党政训练班。1944年，申振民调离三青团，陕西支团部任命徐经济为西京市分团部干事长，王谦光任书记。抗日战争胜利，申振民任胡宗南总司令部党政处上校参谋。
1946年，胡宗南决定派熊向晖、申振民、陈忠经去美国留学。1947年入美国西保大学研究院。1949年6月申振民和妻子熊汇苓及陈忠经回国。正式改名“申健”。熊汇苓改名为熊友榛。

### 中華人民共和國時期
1950年4月1日，中国与印度正式建交，申健被任命为第一任驻印度大使馆临时代办，一干就是5年。1955年万隆会议闭幕式前，获悉刺杀中方代表团团长周恩来的情报；为了保卫周恩来的安全，中方代表团临时紧急组织六个身材高大的工作人员，围在周恩来的周围，其中就有申健。
1960年10月首任驻古巴大使。

#### 轉降美國事件
1960年12月，申健大使夫妇、二秘陶大钊和夫人宋洁、西语翻译沈允熬（一行5人）一行途经伊尔库茨克、莫斯科、布拉格、苏黎世，乘坐荷兰航空公司的星座式四引擎螺旋桨客机，经停里斯本、亚速尔群岛中的聖瑪麗亞島、越洋后经停荷属库拉索岛、阿鲁巴岛和牙买加首都金斯敦，飞往哈瓦那。

由于天气恶劣，机长要备降美国的迈阿密。申健与工作人员销毁随身携带的机密文件。在古巴担任大使时期，经历美国雇佣军登陆猪湾、古巴导弹危机等重大事件。

## 家人
- 夫人熊汇苓，是熊向晖的三姐，武汉大学毕业后，经胡宗南同意，被派到美国史密斯女子大学攻读硕士。毕业后回到上海，在联合国善后救济总署任专员。胡宗南主动介绍说：“汇苓小姐是难得的人才，如果小姐有意，我想振民是最合适不过的了。”熊向晖汇报给周恩来批准了此婚事。
- 儿子：申强